# Tournefortia bicolor
Tournefortia bicolor är en strävbladig växtart som beskrevs av Olof Swartz. Tournefortia bicolor ingår i släktet Tournefortia och familjen strävbladiga växter. Inga underarter finns listade i Catalogue of Life.